# 斯塔利 (伊利諾伊州)
斯塔利（英語：Staley）是位於美國伊利諾伊州尚佩恩縣的一個非建制地區。該地的面積和人口皆未知。

## 地理
斯塔利的座標為40°06′47″N 88°18′45″W / 40.11306°N 88.31250°W，而該地的平均海拔高度為226米（即741英尺）。